# NGC 281
NGC 281、IC 11或Sh2-184是在北天仙后座的一個亮發射星雲和電離氫區的一部分，也是銀河系英仙臂的一部分。這個20 X 30 角分大小的星雲也與有數個包克球和聚星B1的疏散星團IC 1590相關聯。它們共同組成Sh2-184，跨越40角分的大面積。在2014年，使用來自水邁射在22GHz的無線電視差，估計它距離我們大約2,820±200秒差距（9,000光年）。因為它看似電動遊戲的小精靈，通俗的說法也稱NGC 281為小精靈星雲（Pacman Nebula），香港天文界則翻譯為食鬼星雲。
巴納德在1883年8月發現這個星雲，他描述它是一個”非常瀰漫，巨大的暗星雲。” 稍後，舍本·卫斯里·伯纳姆發現了聚星B1或β1，其明亮的成分被確定為光譜類型O6的恆星，HD 5005或HIP 4121。它包含一顆8等的主星和距離1.4至15.7角秒之間的4顆伴星。自從1875年首次測定以來，這個五星系統沒有明顯的變化。
在足夠黑暗的場所，使用業餘的天文望遠鏡可以看見這個星雲所在的天區。
沃爾特·史考特·休斯頓在深空奇觀（Deep Sky Wonders）這本書中描述小望遠鏡下所見的星雲：
"在多顆星的附近有一個微弱的光芒，頓時感覺是有一個更大的星雲…。它的表面亮度遠低於M33，或遙遠的仙女座星系夥伴NGC 205（M110）。"

## 圖集

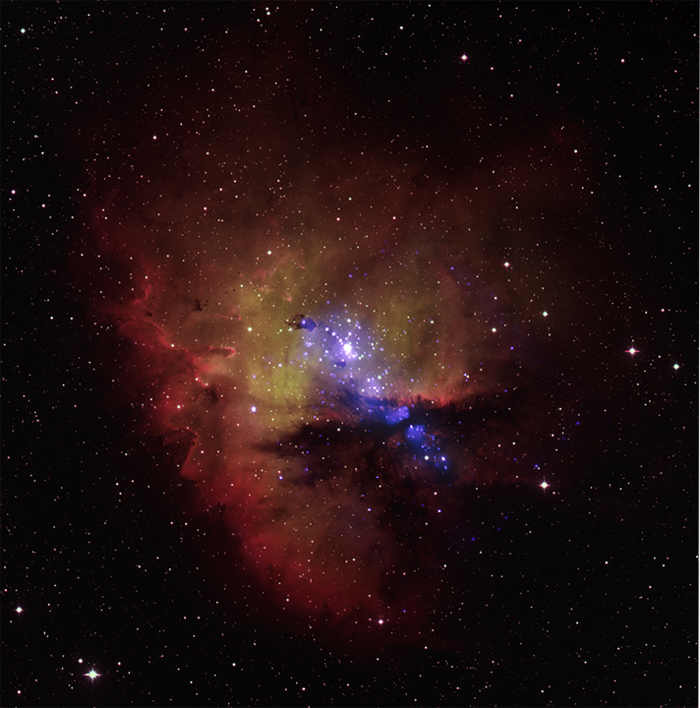
可見光（紅色、黃色）和X光（藍色）合成的NGC 281影像。
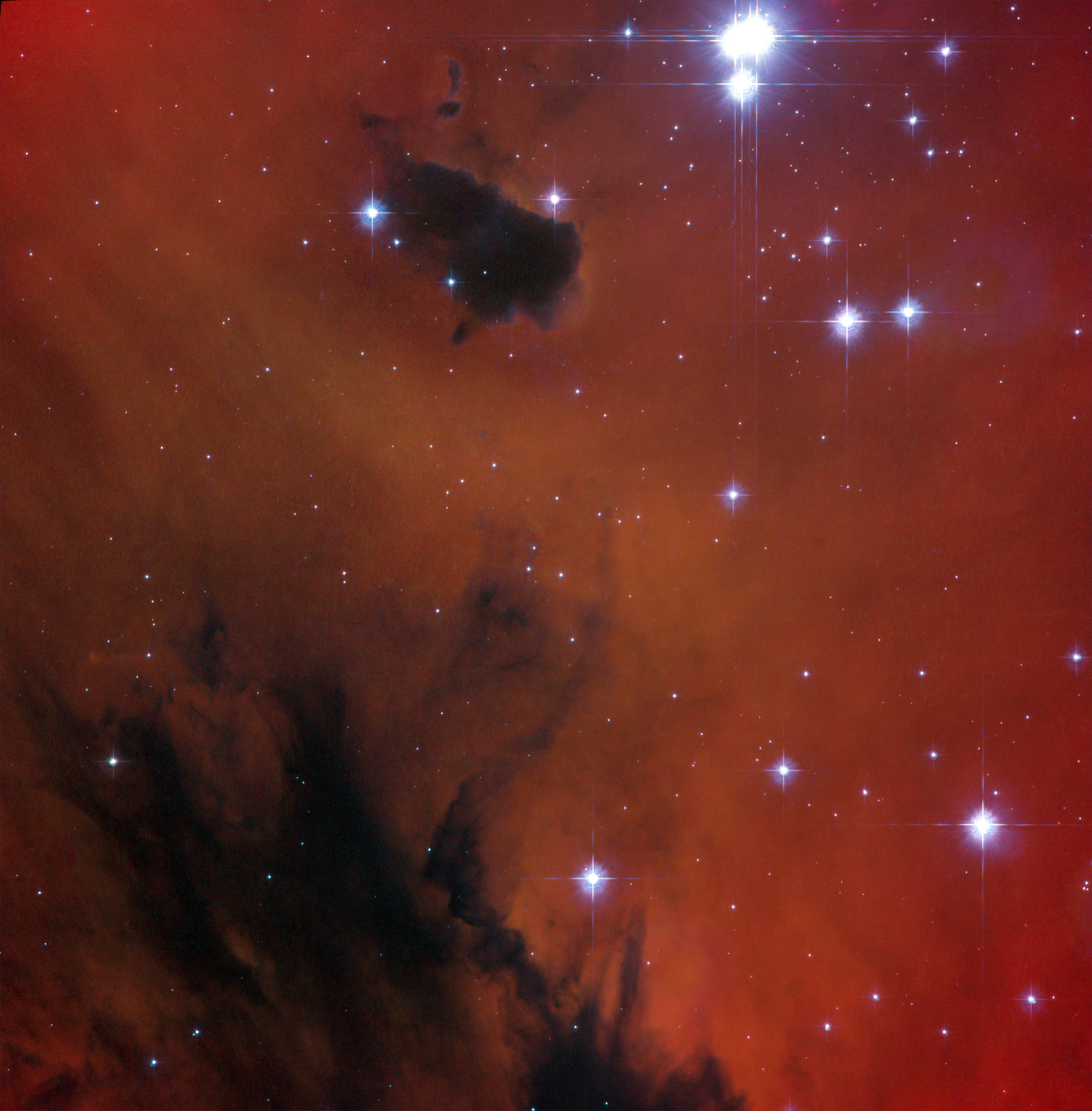
在恆星形成區NGC 281內發現的年輕疏散星團IC 1590。
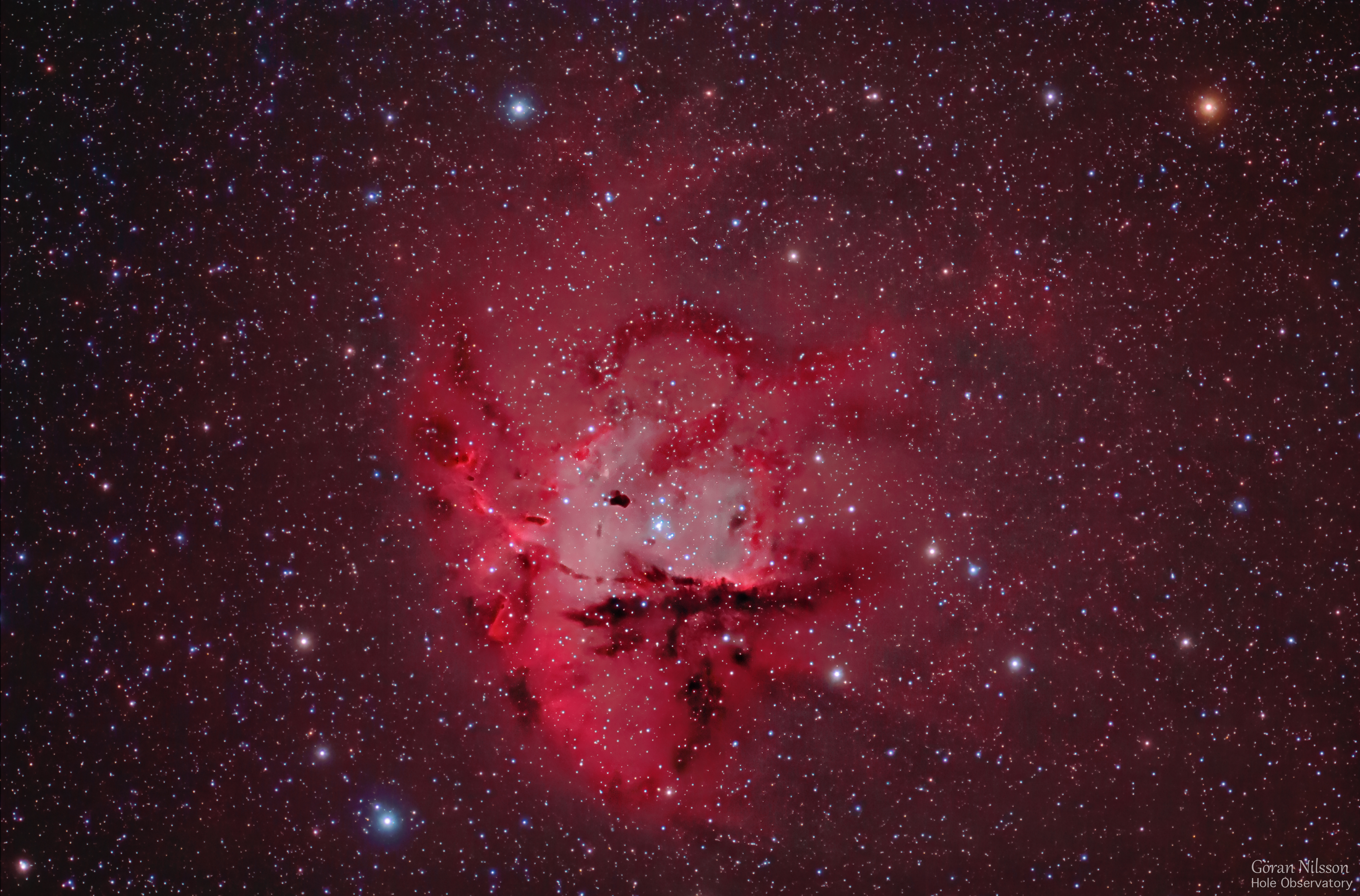
使用5吋高消色差折射鏡和DSLR拍攝的業餘RGB三色合成影像。
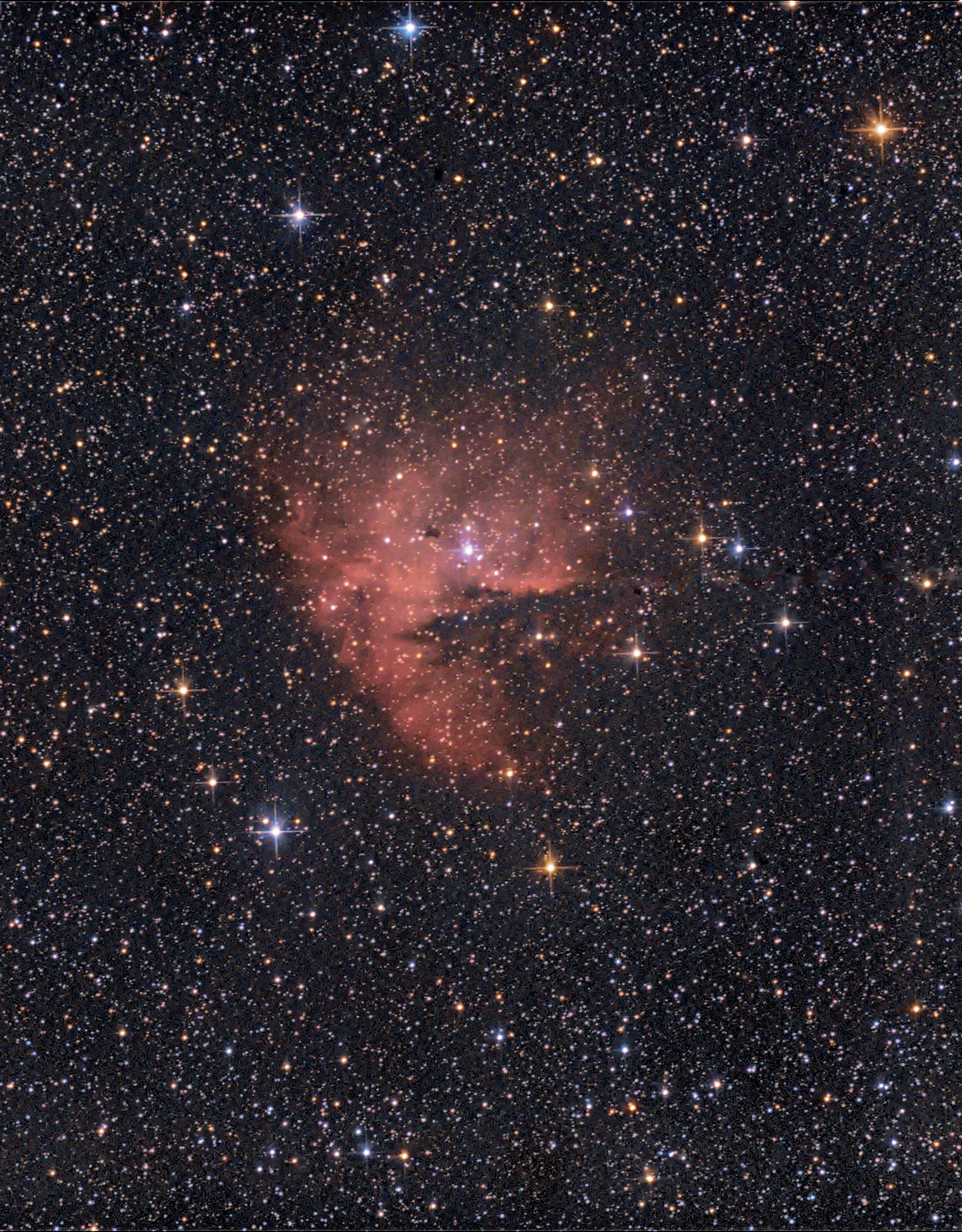
使用單反相機以130mm牛頓反射鏡拍攝的業餘寬頻影像。
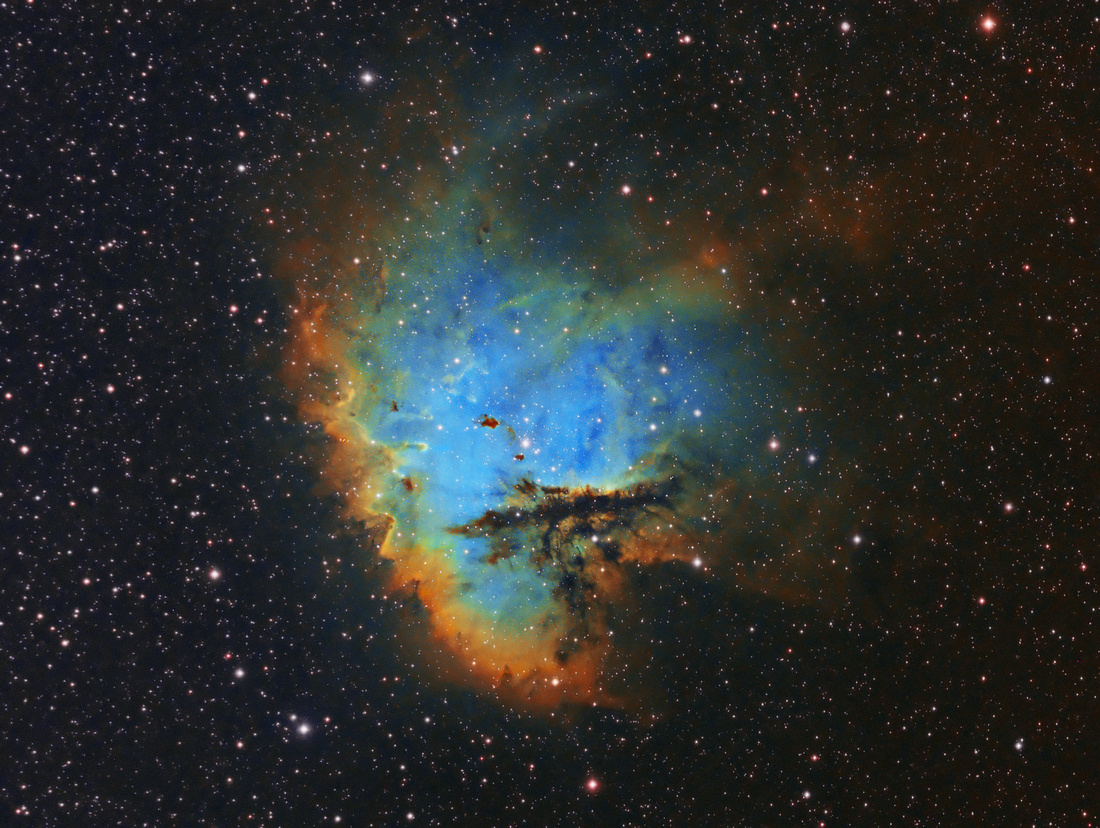
業餘窄頻（[SII]=紅色，Hα=綠色，[OIII]=藍色）影像的NGC 281 。
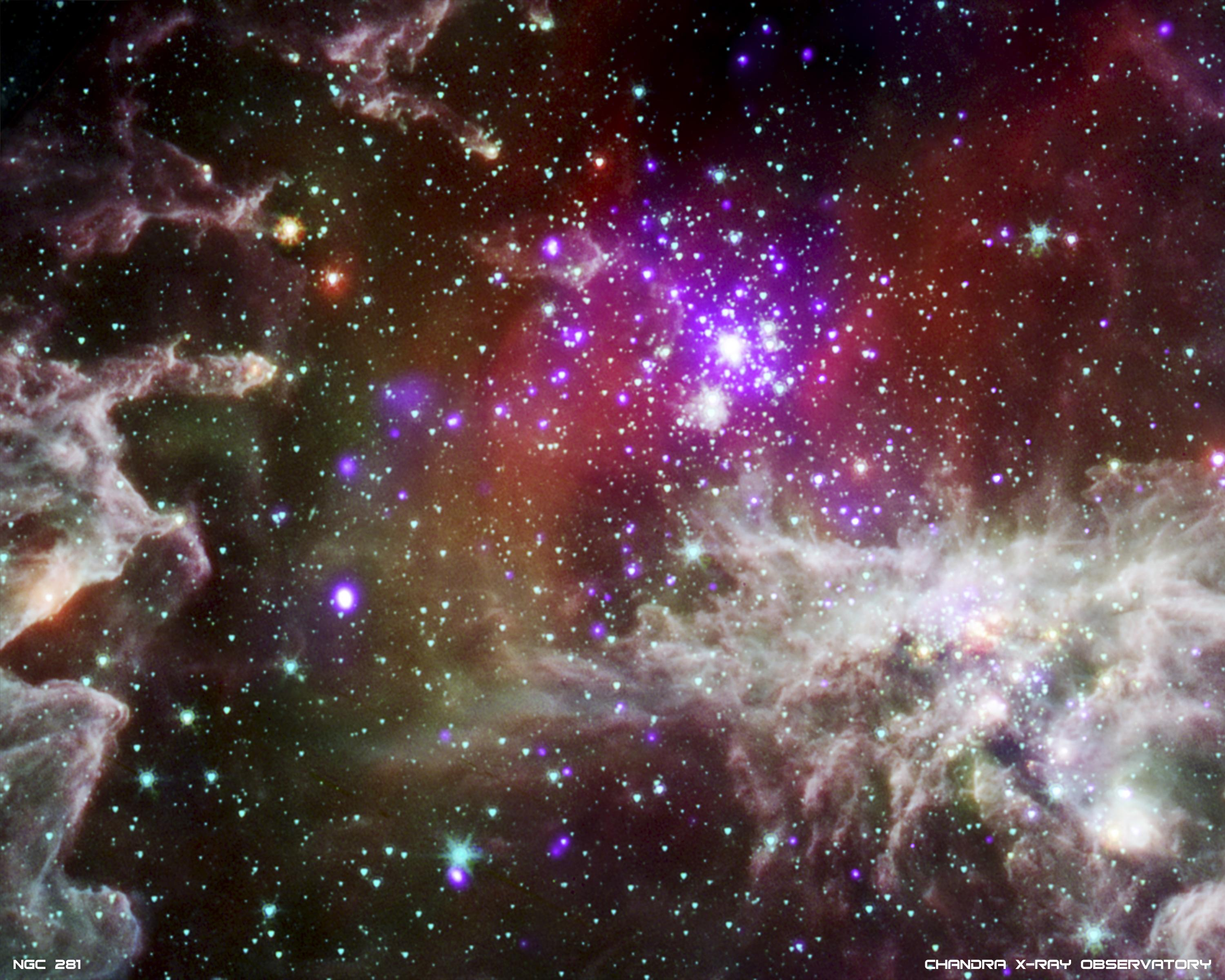
合成的NGC 281影像。
史匹哲太空望遠鏡的影像[ESO]。

## 外部連結
- NGC 281（页面存档备份，存于） Astronomy picture of the Day (August 23, 2005) at NASA
- NGC 281（页面存档备份，存于） Astronomy picture of the Day (August 25, 2011) at NASA
- NGC 281 at ESA/Hubble
- NGC 281 at Deep Space Map（页面存档备份，存于）
- APOD:NGC 281

| 天文學目錄  | 天文學目錄                                      | 天文學目錄 |
| ----------- | ----------------------------------------------- | ---------- |
| NGC天體表： | NGC 279 - NGC 280 - NGC 281 - NGC 282 - NGC 283 |            |